# Tragia bongolana
Tragia bongolana är en törelväxtart som beskrevs av David Prain. Tragia bongolana ingår i släktet Tragia och familjen törelväxter.
Artens utbredningsområde är Sudan. Inga underarter finns listade i Catalogue of Life.